# Premolo
Premolo är en ort och kommun i provinsen Bergamo i regionen Lombardiet i Italien. Kommunen hade 1 112 invånare (2018).